# Henryk Pillati

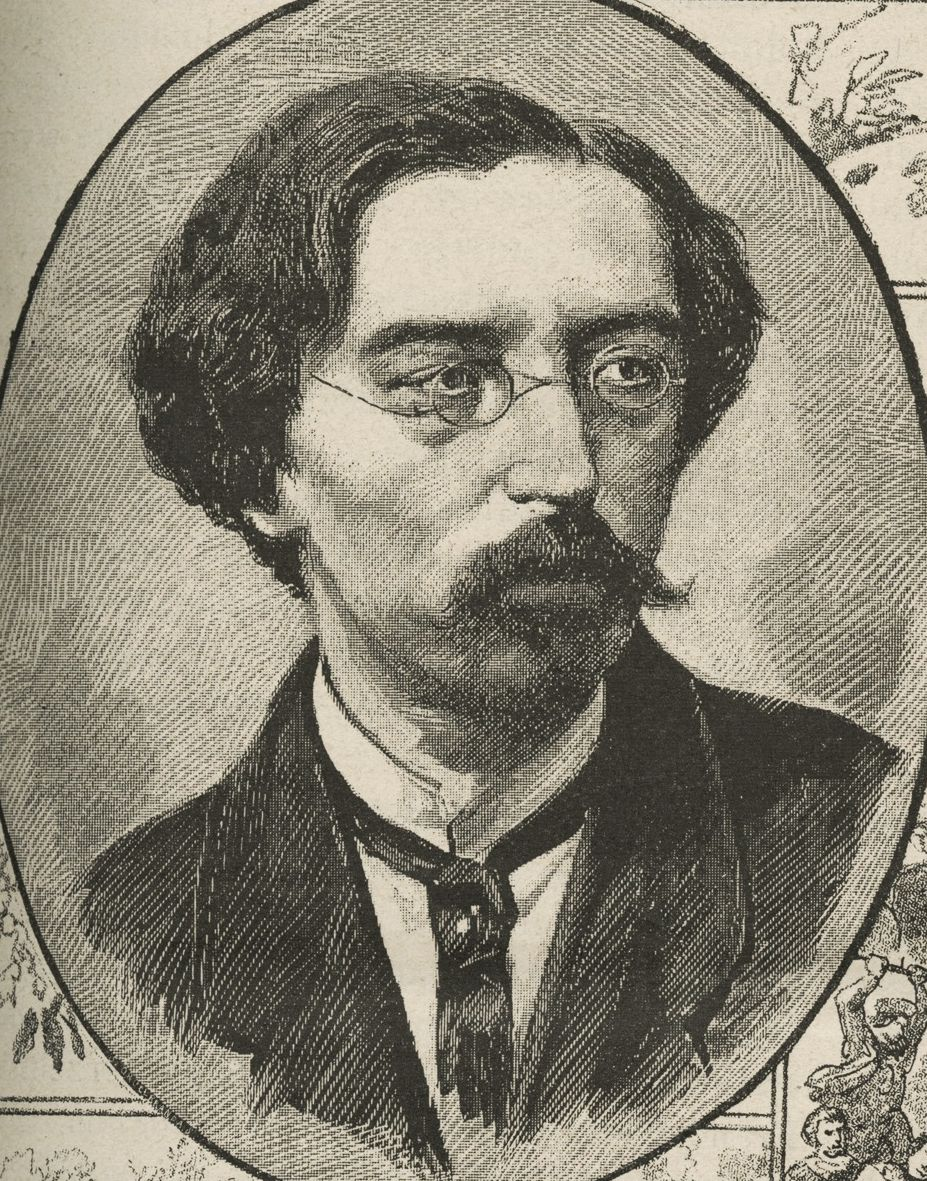
Chân dung tự họa, từ Tygodnik Ilustrowany (1889)

Henryk Pillati (sinh ngày 19 tháng 1 năm 1832 tại Warsaw - mất ngày 16 tháng 4 năm 1894 tại Warsaw) là một họa sĩ minh họa, nhà biếm họa và họa sĩ lịch sử theo phong cách Cổ điển người Ba Lan.

## Tiểu sử
Henryk Pillati sinh ra trong một gia đình giàu có. Năm 1845, ông nhập học Trường Mỹ thuật ở Warsaw. Năm 1848, cha mẹ ông đều mất trong một trận dịch tả. Điều này buộc ông phải nghỉ học và đi làm để nuôi các em.
Pillati kiếm tiền bằng việc bán các tranh khổ nhỏ tả cảnh sinh hoạt thường ngày và tả các trận chiến trong chiến tranh Ba Lan-Thụy Điển. Trong hai năm 1852-1853, ông đã vẽ hàng loạt tranh khổ lớn để trang trí các tàu hơi nước trên sông Vistula thuộc sở hữu của Bá tước Andrzej Artur Zamoyski. Các tàu này về sau bị người Nga tịch thu trong cuộc Khởi nghĩa Tháng Giêng.
Pillati được nhận một học bổng của tư nhân nên có thể theo học École des Beaux-Arts ở Paris trong một năm. Bốn năm sau, ông tiếp tục học vẽ tại Học viện Mỹ thuật, Munich. Ông cũng từng ở Rome trong một khoảng thời gian.
Sau năm 1860, mặc dù vẫn tiếp tục vẽ tranh lịch sử, Pillati chủ yếu vẽ minh họa cho các sách (đặc biệt là các tác phẩm của Adam Mickiewicz và Józef Ignacy Kraszewski) và một số tập san ở Warsaw, bao gồm Tygodnik Ilustrowany, Kłosy (Ears), Wędrowiec (The Wanderer) và Biesiada Literacka (Literary Feast).
Năm 1879, ông chuyển đến Saint Petersburg để làm việc cho một nhà xuất bản. Tuy nhiên, chứng nghiện rượu ngày càng nặng đã hủy hoại sức khỏe của ông đến mức mà em trai của ông là Ksawery, cũng là một họa sĩ, phải đưa ông về quê. Ông sống những năm cuối đời tại cơ sở của Hội từ thiện Warsaw. Sau này, cuộc sống điều trị của ông được nhắc đến trong tiểu thuyết Malaria của Wiktor Gomulicki.

## Tác phẩm tiêu biểu

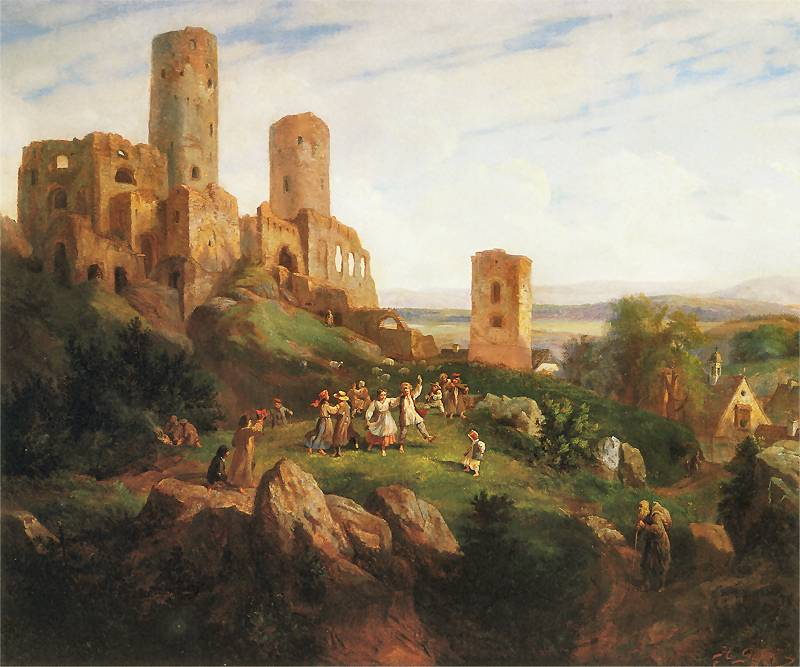
Vui vẻ ở Tenczynek
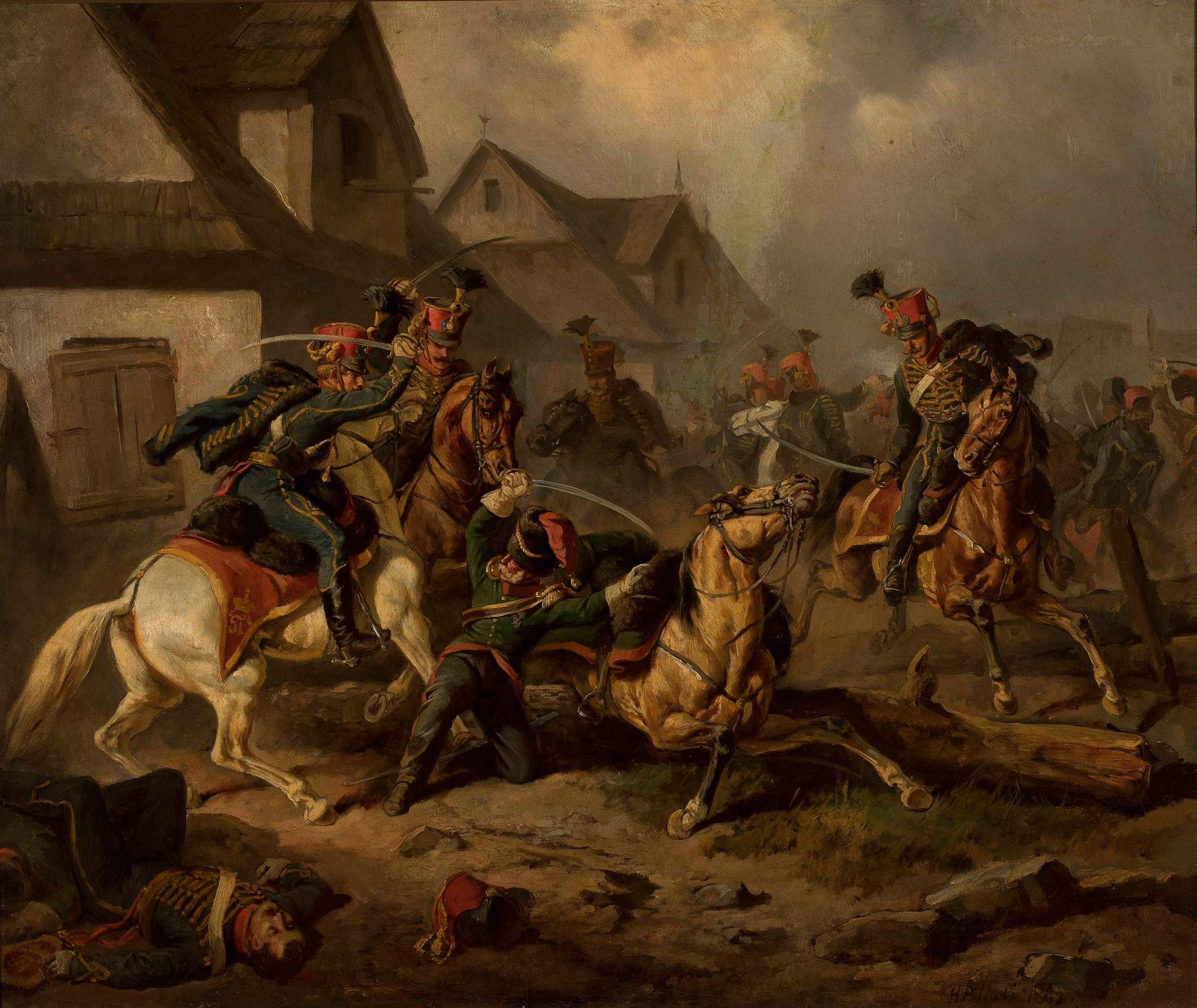
Cái chết của Berek Joselewicz
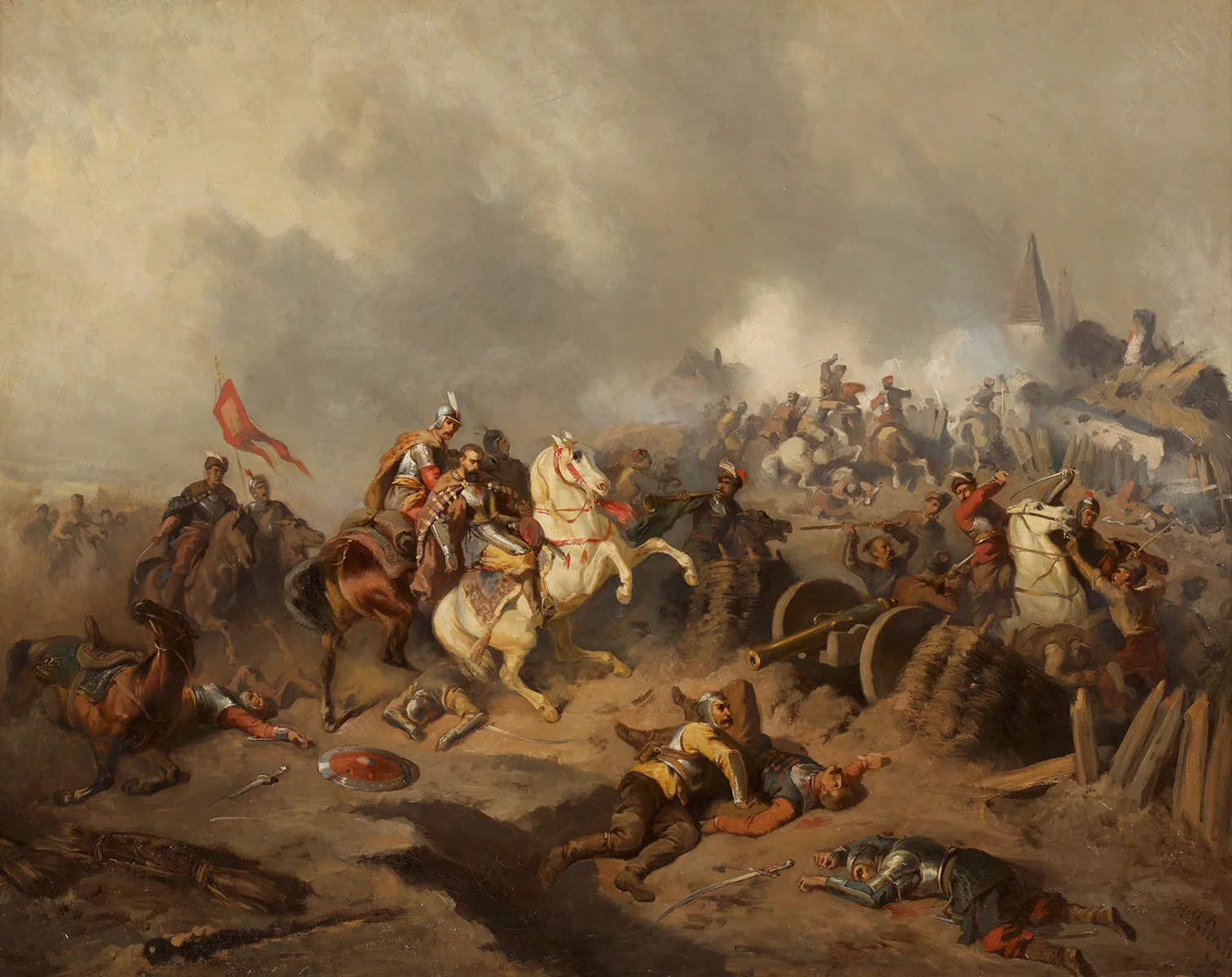
Stefan Czarniecki ở Monastyryska
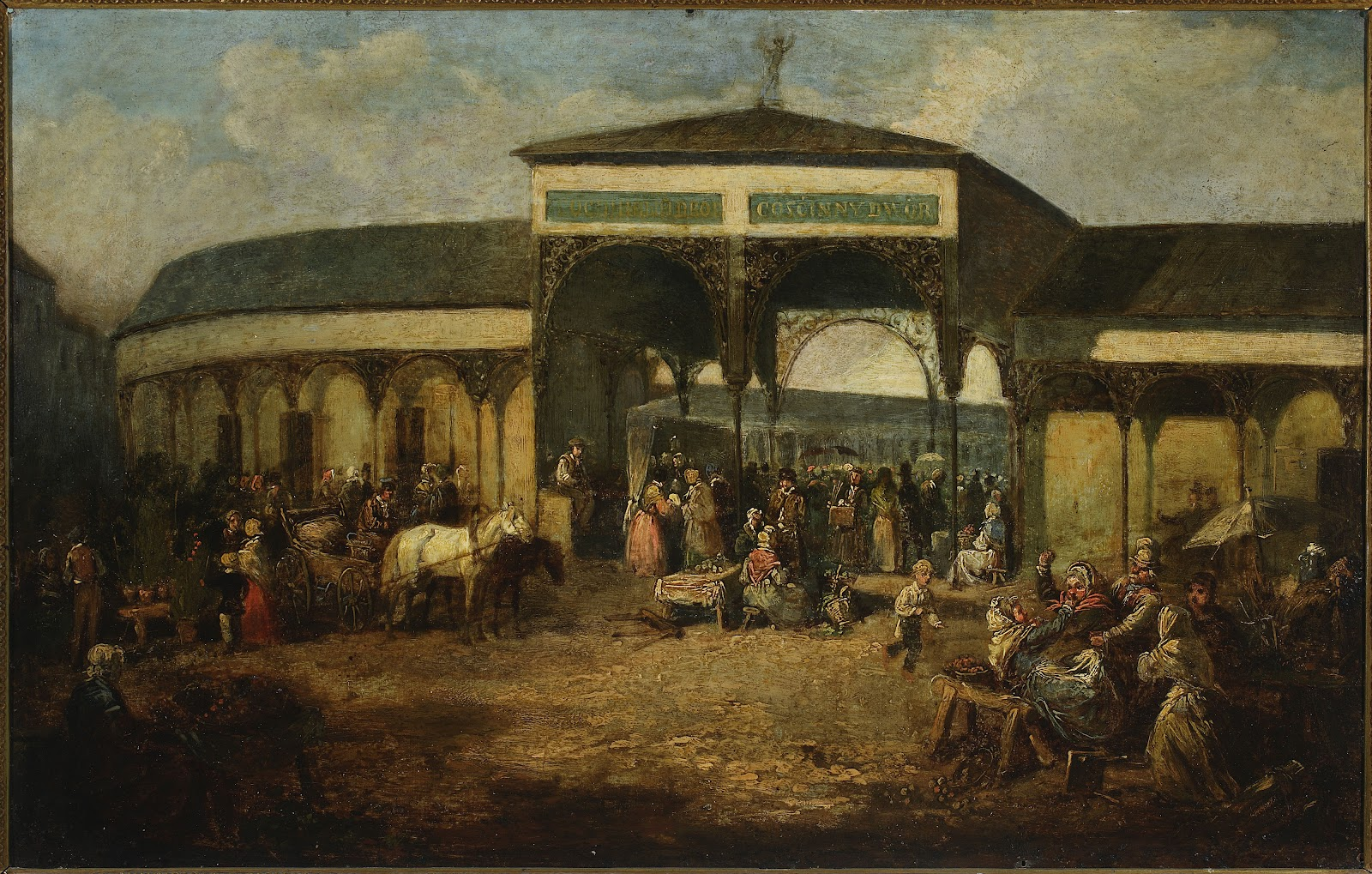
Quảng trường Cổng sắt